# 赤卫队 (俄国)

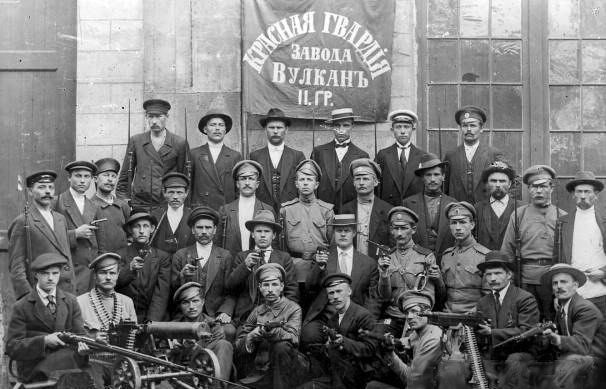
伏爾根工廠前的一支赤衛隊，1917年

赤衛隊（俄语：Красная гвардия）是1917年俄国革命時期各共產主義組織建立的準軍事部隊，參與了十月革命以及俄國內戰的首月戰事，是日後蘇聯工農紅軍的前身。

## 概述
赤衛隊是在1917年3月由各城市工人代表苏维埃及布爾什維克為首的各左翼政黨建立的民兵部隊，其組成參考自1905年俄國革命的革命力量，隨後亦逐漸與其他在二月革命時成立的革命武裝合流。赤衛隊由前俄羅斯帝國領土上的地方蘇維埃決定成立，沒有一個統一的指揮系統，主要由工人、農民、哥薩克及前帝俄軍人等組成。

## 創建
1917年3月26日，俄國社會民主工黨（布爾什維克）中央委員會發表「有關臨時政府」決議案，使「赤衛隊」一詞開始被各左翼民兵部隊廣泛采用。在各工廠委員會積極參與下，截至3月末時已有17座俄國城市組建了其赤衛隊，在6月前增長至24座，而當中最具組織者位處臨時政府首都彼得格勒及莫斯科。
截至十月革命爆發前，俄國赤衛隊已有20萬名民兵，當中由康斯坦丁·尤列涅夫領導的彼得格勒赤衛隊則佔3萬名。

## 組織
赤衛隊包含步兵及騎兵部隊。在十月革命前，赤衛隊的軍事訓練由俄國社會民主工黨的軍事部門主持，而工人的訓練一般與其在工廠的工作緊緊相扣。赤衛隊由志願者組成，但參與者事前須獲地方蘇維埃、布爾什維克或其他左翼組織推薦。 
俄國各地的赤衛隊在部隊從屬、人數及訓練程度方面都缺乏劃一標準。這種「半游擊隊」式的鬆散體制雖然使赤衛隊在地區衝突中斬獲不少， 但在與作為正規軍的俄國白軍作戰時就顯得乏力。 因此，在蘇聯紅軍正式建軍後，原赤衛隊就成為了前者的後備軍。

## 消散
在1918年1月，工農紅軍成立之際，赤衛隊仍繼續獨立存在，與紅軍並肩作戰，兩者互不從屬。但相比起紅軍，赤衛隊本身缺乏訓練，在決戰之際更有可能會互扯後腿。因此，紅軍最終要求赤衛隊服從其命令，使赤衛隊逐漸被紅軍吸收而消失。 